# 伊藤左千夫
伊藤 左千夫（いとう さちお、本名：伊藤 幸次郎、1864年9月18日〈元治元年8月18日〉- 1913年〈大正2年〉7月30日）は、日本の歌人、小説家。明治期に活躍した。
明治法律学校（現・明治大学）で学ぶが、眼病のため中退し帰郷。再度上京し、1889年に牛乳搾取業を始めた。
短歌に関心をもったのは1893年頃で、正岡子規の『歌よみに与ふる書』に感動、1900年に門人となった。子規没後は、根岸短歌会の中心となり、「馬酔木」「アララギ」を創刊、アララギ派の基礎を作った。1905年には、純愛小説『野菊の墓』を発表、夏目漱石にも激賞された。
晩年には、感情の直接的表現と、熱情の奔流を主張する「叫び」の説を唱えた。門人に島木赤彦・斎藤茂吉らがいる。

## 経歴
上総国武射郡殿台村（現在の千葉県山武市殿台）の農家出身。父は上総道学の流れを汲んだ漢学者であり、和歌にも通じていた。小学校卒業後、直ちに佐瀬春圃の私塾で学んだ。論争好きで政治家を志したこともあるなど、バイタリティのある性格であった。1881年（明治14年）4月明治法律学校（現・明治大学）に入学するも眼病を患い、同年12月に中退。
中退後、豊功舎という牧場で毎日早朝から深夜まで働き、数年で独立。26歳のときに現在の錦糸町駅前に牛舎を建て、乳牛を飼育して牛乳の製造販売を始めた。仕事が軌道に乗った後は伊藤並根から和歌や茶道を学ぶなど、趣味人として交際の範囲を広げた。1898年（明治31年）に新聞『日本』に「非新自讃歌論」を発表し（当時の号は春園）、御歌所の歌人・小出粲の歌を批判したことから紙面上で論争を繰り広げた。同年「日本」に掲載された正岡子規の『歌よみに与ふる書』を読んで感化され、1900年（明治33年）に子規庵を訪れて会話を交わしてからは三歳年下である子規の信奉者となり、毎月の歌会に参加して子規に師事するようになった。「牛飼が歌よむ時に世のなかの新（あらた）しき歌大いにおこる」（『伊藤左千夫歌集』）と詠み、身分や出自によらず誰もが自由に詠める世となることで新しい短歌が生まれるという、子規の精神を込めた一首が代表作となった。
子規の没後、根岸短歌会系歌人をまとめ、短歌雑誌『馬酔木』『アララギ』の中心となって、「写生」の教えを継承した。島木赤彦、斎藤茂吉、古泉千樫、中村憲吉、土屋文明などを育成した。
日露戦争（1904年 - 1905年）の前後には好戦的な短歌を作り、開戦前には「子をつくるふぐりはあれど敵（あた）怒るふぐりは持たず・・・」（1903年）と非戦派をそしり、開戦後は「起て日本男児」などと呼びかけた。
また、1906年（明治39年）には、子規の写生文の影響を受けた小説「野菊の墓」を『ホトトギス』に発表。夏目漱石に評価される。代表作に『隣の嫁』『春の潮』など。この頃、東京帝国大学学生の三井甲之や近角常音が出入りをしていた。常音の兄である真宗大谷派僧侶の近角常観とも知遇を得て、常観が主宰していた雑誌『求道』（求道発行所）に短歌を寄稿する。
1913年（大正2年）に脳溢血のため南葛飾郡大島町の仮寓で死去。戒名は唯真居士。斎藤茂吉の歌集『赤光』に収められた「悲報来」は、左千夫への挽歌である。

## 人物

### 茶の湯
先述の通り左千夫は茶道にも通じており、子規から「茶博士」と呼ばれたほどで、左千夫の自宅を「無一塵庵」と名付けた。一戸建ての茶室を欲しており、友人である蕨真の助けを借りて、自邸内に茶室「唯真閣」を建立した。現在では生家に移築されている。

### その他
山武市歴史民俗資料館の横には左千夫の生家がある。資料館には左千夫に関する資料が多く展示されている。また、1991年（平成3年）5月に完成した山武市の伊藤左千夫記念公園には、政夫と民子の銅像が建立された。また、亀戸駅東口、東京都立城東高等学校内には左千夫の歌碑が建立されている。

## 刊行著作
- 『野菊の墓』俳書堂 1906
- 『左千夫全集』全4巻 古泉幾太郎編 春陽堂 1920－21
- 『左千夫歌集』斎藤茂吉,土屋文明編 岩波文庫 1928
- 『左千夫歌論集』全3巻 斎藤茂吉,土屋文明編 岩波書店 1929-1931
- 『左千夫歌論抄』斎藤茂吉,土屋文明編 岩波文庫 1931
- 『伊藤左千夫選集』斎藤茂吉,土屋文明編 青磁社

第1巻 (短歌篇)　1948
第2巻 (歌論篇) 1949
第3巻 (小説篇) 1949
- 『野菊の墓 他四篇』岩波文庫 1951
- 『野菊の墓』新潮文庫 1955
- 『隣の嫁』河出文庫　1956
- 『隣の嫁・春の潮』角川文庫 1956
- 『伊藤左千夫歌集』土屋文明編 角川文庫 1957
- 『野菊の墓・隣の嫁』角川文庫 1966
- 『野菊の墓・隣の嫁・春の潮』講談社文庫 1971
- 『左千夫全集』全9巻　岩波書店

第1巻 (歌集) 1977
第2‐4巻 (小説・紀行・小品) 1976‐77
第5‐7巻 (歌論・随想) 1977
第8巻 (雑纂) 1977
第9巻 (書簡) 1977
- 『新編左千夫歌集』土屋文明,山本英吉選 岩波文庫 1980
- 『伊藤左千夫全短歌』土屋文明, 山本英吉編 岩波書店 1986
- 『左千夫全集』全9巻 土屋文明, 山本英吉編 岩波書店 1986‐87